# Paul Klebnikov
Paul Klebnikov (Russisch: Пол (Павел) Хлебников, Pol (Pavel) Klebnikov) (New York, 3 juni 1963 – Moskou, 9 juli 2004) was een Amerikaans journalist van Russische afkomst. Hij werd op 9 juli vermoord in Moskou, hetgeen werd gezien als een aanslag op de onderzoeksjournalistiek in Rusland.
Paul Klebnikov werd geboren te New York, als telg van een Russische immigrantenfamilie met een lange traditie in de politiek. Zijn overgrootvader was een admiraal in het Witte Leger die door de Bolsjewieken werd gedood. Een verdere voorvader nam in 1825 deel aan decembristenopstand. Klebnikov studeerde aan de Berkeley-universiteit en promoveerde aan de London School of Economics op een proefschrift over  Pjotr Stolypin.

## Klebnikovs werk
In 1989 ging Klebnikov schrijven voor Forbes, een Amerikaans zakentijdschrift. Hij hield zich bezig met journalistiek onderzoek naar dubieuze post-Sovjet handelspraktijken en naar corruptie.
In 1996 publiceerde Klebnikov in Forbes een kritisch artikel over de Russische oligarch Boris Berezovski, getiteld Godfather of the Kremlin. Klebnikov zette Berezovski in dit artikel neer als een maffiabaas die zijn rivalen liet vermoorden. Berezovski liet het blad daarop aanklagen wegens smaad, wat ertoe leidde dat het blad de claims terugnam. In 2000 werkte Klebnikov zijn artikel echter uit tot een boek: Godfather of the Kremlin: The Decline of Russia in the Age of Gangster Capitalism.  Klebnikovs tweede boek verscheen in 2003: Conversation with a Barbarian: Interviews with a Chechen Field Commander on Banditry and Islam. In dit boek deed hij verslag van een vijftien uur durend gesprek met de Tsjetsjeense politicus en guerrillaleider Chozj-Achmed Nooechajev. Het boek beschreef de georganiseerde misdaad in Tsjetsjenië.
In 2004 kreeg Forbes een Russische editie, waarvan Klebnikov hoofdredacteur werd. Hij zette zijn onderzoeken voort vanuit Moskou en publiceerde er over in de Russische editie.

## Klebnikovs dood
In de nacht van 9 juli 2004 werd Klebnikov te Moskou op straat beschoten vanuit een voorbijrijdende auto. Klebnikov werd door vier schoten geraakt. Hij overleed in een ziekenhuis aan bloedverlies, doordat het bijna een uur duurde voordat er een ambulance ter plaatse was. Die ambulance bleek vervolgens geen zuurstof aan boord te hebben, en in het ziekenhuis raakte de lift die hem naar de operatiekamer moest brengen defect. Klebnikov was nog geruime tijd bij kennis en hij kon daardoor vertellen dat hij was beschoten door iemand met een Slavisch uiterlijk. De Russische editie van Forbes schreef dat de moord "onmiskenbaar samenhing met zijn professionele activiteiten". De krant verwees daarbij naar een lijst van de 100 rijkste Russen die door Klebnikov was samengesteld, en die aldus Forbes mede aanleiding voor de moord zou zijn geweest.
Op 7 oktober 2004 werd FSB-functionaris Roman Slivkin gearresteerd onder verdenking van betrokkenheid van de moord op Klebnikov. Vervolgens werden op 29 november 2004 in het Wit-Russische Minsk twee Tsjetsjeense verdachten gearresteerd. Zij werden drie maanden later uitgeleverd aan Rusland, waar ook nog een aantal andere Tsjetsjenen werden gearresteerd. Het strafproces begon op 10 januari 2006, achter gesloten deuren. De verdachten verklaarden onschuldig te zijn. Al snel werd de rechter ziek en zij moest door een ander worden vervangen. Het gevolg was dat de rechtszaak opnieuw begon, inclusief het aanwijzen van de jury. Op 5 mei 2006 sprak deze jury de verdachten vrij. Op 9 november 2006 verklaarde de Russische Hoge Raad de vrijspraak van drie van de verdachten echter onrechtmatig, en tegen hen moest opnieuw geprocedeerd worden. Ook het nieuwe proces heeft met vertragingen te kampen.
In het Project Klebnikov werken diverse journalisten samen aan het vervolgen van de journalistieke onderzoeken waar Klebnikov aan werkte, en aan het vergaren van relevante informatie rond de moordaanslag.

## Klebnikovs erfenis
In 2004 kende het Amerikaanse Committee to Protect Journalists (CPJ) Klebnikov postuum de Internationale Persvrijheidsprijs toe.
Kort na Klebnikovs dood richtten collega’s, vrienden en familie het Paul Klebnikov Fonds op. Dit fonds bevordert de vrije en onafhankelijke pers in Rusland. Het fonds reikt jaarlijks een Paul Klebnikov Fondsprijs uit voor journalistieke moed. De prijswinnaars krijgen de mogelijkheid om gedurende een aantal weken bij een Amerikaanse krant te werken, om de Amerikaanse journalistieke standaard te leren kennen.
Sinds 2005 reikt de London School of Economics een Paul Klebnikovprijs uit aan uitmuntende masterstudenten in de Ruslandkunde.